# 巴库经济区
巴库经济区，阿塞拜疆共和国14个经济区之一，仅包含首都巴库市，面积为2,140 km²，是阿塞拜疆的主要经济中心之一。

## 历史
2021年之前，巴库是阿布歇隆经济区的一部分。2021年，阿塞拜疆将其经济区重新规划，巴库被划分为一个单独的经济区。

## 发展
主要产业包括炼油、国际贸易、工程、化工、食品和纺织等。